# Kurt von Figura
Kurt von Figura (n. 16 mai 1944 în Heiningen, landul Baden-Württemberg, Germania) este din anul 2005 președinte al Universității Georg-August din Göttingen. A studiat medicina; a făcut o serie de cercetări cu privire la:
- funcțiunea lizozomilor
- bolile cauzate de tulburări de nutriție
- schimbul de substanțe la nivel celular.

Din anul 2005 conduce cu succes universitatea Georg-August, una dintre cele mai mari universități din Germania.